# Les Deux Romanciers
Les Deux Romanciers est un recueil de six nouvelles de René Boylesve, paru en 1926 après la mort de son auteur. La première de ces nouvelles donne son titre au recueil.

## Résumé
Les Deux Romanciers sont amis mais aussi différents que possible, de physique comme d'esprit. L'un est optimiste et apparemment superficiel, l'autre pessimiste et semble-t-il réfléchi et ces caractères se ressentent dans leurs œuvres. Seulement, lorsqu'ils en viennent à parler de l'amour, le premier d'entre eux, malgré sa légèreté de façade, arrive à convaincre son ami de la réalité de la passion profonde, sincère et partagée, qu'il voue à sa femme, à la femme.
J'ai écrit une petite histoire : un écrivain raconte à sa compagne, au cours d'une promenade au bord d'une route, l'histoire inventée d'un savant qui accepte que sa femme, qui l'a trompé et est tombée enceinte, l'assassine pour qu'il n'ait pas à endosser une paternité qui n'est pas la sienne. Cette narration est toutefois fréquemment interrompue par la circulation automobile, très dangereuse pour les piétons sur cette route étroite.
Les Tiroirs vides : un auteur de romans légers annonce à quelques amis qu'il travaille sur une œuvre majeure, dont le manuscrit est enfermé dans un meuble. À sa mort, les tiroirs sont vides mais quand sa veuve disparaît à son tour, bien des années après, un roman posthume est publié. Il raconte l'histoire d'un manuscrit découvert par la femme d'un écrivain, la relation d'une passion adultère, un roman que la femme trompée brûle, ce qui cause le suicide de son mari.
Le confort moderne devient la marotte d'un jeune homme féru de sciences, au grand dam de son père, plus attaché à la culture de l'esprit. Sa femme et lui font aménager un appartement pourvu de tous les perfectionnements possibles. Pourtant, curieusement, une fois le logement achevé, ils trouvent tous les prétextes pour habiter ailleurs, dans des demeures au confort nettement plus spartiate, s'ennuyant vite de ce que la technologie réponde au moindre de leurs désirs.
L'Usage : une jeune femme explique à une amie comment son mari et elle sont amenés à recevoir ou à participer à des dîners. C'est là que peu à peu, épouse pourtant très fidèle, elle se laisse prendre, plus par curiosité qu'autre chose, au jeu de la séduction. Pourtant, au dernier moment, elle se refuse, ce qui lui vaut aux yeux de tous une réputation de femme légère, colportée par le séducteur éconduit et vexé.
La Bête noire : un homme est marié à une jeune femme qu'il aime, il trouve ses beaux-parents délicieux mais il ne peut s'entendre avec son beau-frère qu'il juge niais, inintéressant et invasif. Lorsqu'il arrive à l'éloigner en lui procurant un emploi en Russie, tout change. Il trouve sa femme sans attrait, ses beaux-parents ennuyeux ; un ami lui suggère le seul remède qui vaille : faire revenir son beau-frère.

## Analyse de l'œuvre
Le recueil rassemble des nouvelles rédigées entre 1903 et 1925. J'ai écrit une petite histoire avait été publié dans le numéro 74 du journal Candide le 18 août 1925. Le Confort moderne a fait lui aussi l'objet d'une publication séparée en 1926 aux éditions des Cahiers libres avec des illustrations de Lucien Cadène.
Alors que, dans Azurine ou le nouveau voyage, Boylesve loue les avantages des voyages en automobiles, il modifie radicalement son jugement dans J'ai écrit une petite histoire, où il dénonce les risques que fait courir la circulation automobile aux piétons, évoquant même les dangers de pollution. Les relations parfois difficiles qu'il entretient avec sa belle-famille Mors ne sont peut-être pas étrangère à ce revirement.
Le beau-frère du narrateur dépeint dans La Bête noire est très probablement Émile Mors, beau-frère de Boylesve.

## Éditions
- Les Deux Romanciers, Paris, J. Ferenczi & fils, 1926, 190 p.

## Pour en savoir plus